# Dietmar Thöni
Dietmar Thöni (19 gennaio 1968) è un ex sciatore alpino austriaco.

## Biografia
Thöni, originario di Arzl im Pitztal, in Coppa del Mondo ottenne il primo piazzamento il 30 novembre 1991 a Breckenridge in slalom speciale (23º), conquistò l'unico podio il 21 marzo 1993 a Kvitfjell in supergigante (3º) e prese per l'ultima volta il via il 27 gennaio 1996 a Sestriere nella medesima specialità, senza completare la prova; si ritirò al termine di quella stessa stagione 1995-1996 e la sua ultima gara fu lo slalom gigante dei Campionati tedeschi juniores 1996, disputato il 25 marzo a San Candido. Non prese parte a rassegne olimpiche o iridate.

## Palmarès

### Coppa del Mondo
- Miglior piazzamento in classifica generale: 44º nel 1993
- 1 podio:
  - 1 terzo posto

### Coppa Europa
- Miglior piazzamento in classifica generale: 4º nel 1991
- Vincitore della classifica di slalom speciale nel 1991
- 5 podi:
  -  1 vittoria[senza fonte]

#### Coppa Europa - vittorie
| Data | Località  | Paese    | Specialità |
| ---- | --------- | -------- | ---------- |
| 1992 | Kvitfjell | Norvegia | SG         |

Legenda:

SG = supergigante

### Campionati austriaci
- 3 medaglie[1]:
  - 1 oro (combinata nel 1993)
  - 1 argento (slalom speciale nel 1993)
  - 1 bronzo (supergigante nel 1991)